# Kynea-számok
Az olyan számokat, amelyek felírhatók {\displaystyle (2^{k}+1)^{2}-2} alakban, ahol k pozitív egész szám, Kynea-számoknak nevezzük. A Kynea-számok sok esetben prímek, például k=0; 1; 2; 3; 5; 8; 9; 12; 15; 17; 18; 21; 23; 27; 32; 51… esetén.
Az elnevezés Cletus Emmanueltől származik.

## A 22 legkisebb Kynea-szám
7, 23, 79, 287, 1087, 4223, 16639, 66047, 263167, 1050623, 4198399, 16785407, 67125247, 268468223, 1073807359, 4295098367, 17180131327, 68720001023, 274878955519, 1099513724927, 4398050705407, 17592194433023